# トーマス・ベルトルト
トーマス・ベルトルト（Thomas Berthold, 1964年11月12日 - ）は、ドイツ出身の元サッカー選手。ポジションはDF、MF。

## 経歴
彼はブンデスリーガ通算322試合に出場した。そして1982年から1987年までアイントラハト・フランクフルトに在籍し22得点を記録した。1987年から1991年までイタリアセリエAのエラス・ヴェローナFCとASローマで活躍した。その後、ドイツへ帰国し、バイエルン・ミュンヘンとVfBシュトゥットガルトでプレーを続け、晩年はトルコのアダナスポルへ移籍し2001年1月15日に現役を引退した。
西ドイツ代表としては1986年のFIFAワールドカップ・メキシコ大会準優勝、1990年のFIFAワールドカップ・イタリア大会優勝、1994年のFIFAワールドカップ・アメリカ大会ベスト8進出に貢献するなど、1985年から1994年の間に国際Aマッチ62試合出場1得点を記録した。
現役引退後はマネジメントへの道を進み、2003年7月1日から2005年3月14日まで、フォルトゥナ・デュッセルドルフのGMを務めた。以降はアフリカでのサッカースタジアム建設関連事業などに関与している。

## 代表歴

### 出場大会
- 西ドイツ/ドイツ代表
  - 1986 FIFAワールドカップ
  - 1990 FIFAワールドカップ
  - 1994 FIFAワールドカップ

### 試合数
- 国際Aマッチ 62試合 1得点（1985年-1994年）[1]

| ドイツ代表 | 国際Aマッチ | 国際Aマッチ |
| 年         | 出場        | 得点        |
| ---------- | ----------- | ----------- |
| 1985       | 9           | 1           |
| 1986       | 12          | 0           |
| 1987       | 2           | 0           |
| 1988       | 5           | 0           |
| 1989       | 3           | 0           |
| 1990       | 15          | 0           |
| 1991       | 3           | 0           |
| 1992       | 0           | 0           |
| 1993       | 0           | 0           |
| 1994       | 13          | 0           |
| 通算       | 62          | 1           |